# Винтулов, Александр Дмитриевич
Александр Дмитриевич Винтулов (1799 — 1856) — генерал-лейтенант, первый директор Михайловского Воронежского кадетского корпуса.

## Биография
Воспитывался в 1-м кадетском корпусе, откуда был выпущен в офицеры в 1817 г.; участвовал в русско-турецкой кампании 1828—1829 гг. и подавлении Польского восстания 1830—1831 гг. За штурм Варшавы был награждён золотым оружием с надписью «За храбрость». В 1844 г. с должности начальника штаба 3-го резервного кавалерийского корпуса подполковник Винтулов был назначен директором Воронежского кадетского корпуса и в следующем году был произведён в генерал-майоры.
В отношении обучения кадетов Винтулов явился решительным врагом процветавшего в тогдашних школах зубренья, подготовку к экзаменам считал делом совершенно лишним, в высоких баллах видел большое зло и лишь для исправления упорно ленивых прибегал иногда к телесным наказаниям. Много заботился Винтулов и о религиозно-нравственном воспитании кадет. При серьёзных проступках кадетов он не ограничивался полумерами и был очень суров. Но строгие правила наказания (лишение погон, розги перед ротой, надевание серой куртки), по отзыву биографа Винтулова, были исключительным явлением. По отзыву М. Ф. Де Пуле, «этот человек был не из нежных; но душа у него была не черствая, не тряпичная…, а суровость наказаний была в тогдашних педагогических правах».
Произведённый в 1853 г. в генерал-лейтенанты, Винтулов умер в 1856 г.
Среди прочих наград Винтулов имел орден св. Георгия 4-й степени, пожалованный ему 1 декабря 1838 года за беспорочную выслугу 25 лет в офицерских чинах (№ 5723 по списку Григоровича — Степанова).
Жена — Александра Петровна Сонцева (1815—1850), дочь воронежского и орловского губернатора П. А. Сонцева и внучка богатого воронежского помещика Д. В. Черткова. Их сын — Николай, генерал от кавалерии.

## Награды
- Орден Святого Владимира 4-й степени с бантом (1829)
- Золотая сабля «За храбрость» (1831)
- Знак отличия за военное достоинство 3-й степени (1831)
- Орден Святого Георгия 4-й степени (за 25 лет) (1838)
- Орден Святого Владимира 3-й степени (1842)
- Орден Святого Станислава 1-й степени (1849)
- Орден Святой Анны 1-й степени (1851)
- Знак отличия за XXX лет беспорочной службы (1851)